# 国民議会 (中央アフリカ)
国民議会（こくみんぎかい、フランス語: Assemblée nationale）は、中央アフリカ共和国の立法府である。

## 概要
一院制、定数131、任期5年。